# ندلینو
ندلینو شهری در استان اسمولیان کشور بلغارستان است که جمعیت آن در سال ۲۰۰۱ میلادی ۵٬۰۷۱ نفر بوده‌است.